# PortMusic
PortMusic é um conjunto de bibliotecas computacionais para lidar com som e de MIDI. Atualmente, o projecto tem duas grandes bibliotecas: PortAudio, para áudio digital de entrada e de saída, e PortMidi, uma biblioteca para a MIDI de entrada e de saída.  Uma biblioteca para lidar com áudio diferentes formatos de arquivo está prevista, apesar de uma outra biblioteca, libsndfile, já existe e é licenciado sob as licenças LGPL.

## Ligação Externa
- PortMusic website